# 에키다 유키코
에키다 유키코(일본어: 浴田 由紀子: 1950년 12월 19일 - )는 일본의 테러리스트다. 동아시아반일무장전선 "대지의 엄니" 그룹 소속.
야마구치현 나가토시 출신. 지주 집안 출신이었으나, 농지개혁으로 집안이 몰락했다. 1969년 야마구치현립 오오츠고등학교를 졸업하고 키타사토대학 위생학부에 일반입시로 입학했다. 일반입시 수험 전에 추천입시에서 불합격했는데, 친족의 소개로 지역구 국회의원 아베 신타로의 동경 저택에서 서생을 하면서 키타사토 야학에 다닐 준비를 했다.
원래 학생운동권과 연이 없었는데, 1971년 고등학교 동창이 체포된 것을 계기로 그 친구의 구명활동을 하다가 다테 마사야스 등과 알게 되었다. 같은 해 초여름, 시부야역 앞에서 단식투쟁을 하던 히라오카 마사아키 등 텍크사 투쟁을 거쳐 사이토 노도카와 만나게 된다. 그해 가을 사이토 등과 함께 남한으로 “학습여행“을 간 것이 큰 계기가 되어 반일사상을 발전시켜 나갔다.:118-120
1973년 대학을 졸업하고 신주쿠의 미츠코시진료소에서 임상검사기사로 취직했다. 같은 해 히라오카・다테・아사쿠라 쿄우지 등과 함께 양명웅(楊明雄) 전후보상 투쟁, 대니얼 로페스 전후보상 투쟁, 미크로네시아 독립 투쟁 등에 참여했다. 로페스 투쟁 당시 로페스의 신원인수인이 되기 위해 그와 위장약혼을 했는데, 로페스와의 생활에 지치고 우익 및 야쿠자와 공투하는 히라오카의 투쟁방향성에 의문을 느끼던 무렵,:61 그 고민의 상담 상대가 되어준 것이 사이토였다.
1974년 모교의 연구직으로 전업했고,:123 그 조금 뒤에 사이토와 동거를 시작했다. 원래는 전과가 없고 경찰에 채증당하지 않은:120 에키다가 갈 곳 없는 사이토에게 아지트를 제공하기 위한 동거였지만,:124-125 시간이 지나며 사실혼 관계가 되었다. 동년 10월, 동아시아반일무장전선 "대지의 엄니" 그룹에 정식으로 가입했고, 10월 14일 미쓰이물산 폭파사건에서 폭탄을 설치하는 등, "대지의 엄니"가 일으킨 기업폭파사건에 연루된 것으로 알려졌다. 에키다 본인은 폭탄제조 지식이 없었고, 자명종을 베이스로 만든 시한장치를 만들어 1974년 8월 중순경:129-130 사이토에게 주었던 것 같은데, 그것이 범행에 실제 사용되었는지 여부는 불분명하다.
1975년 2월, 아사히생명 성인병연구소로 이직했다. 동년 5월 19일 아침 8시경, 고토구 카메이도의 츠타바맨숀에서 취침하던 중 들이닥친 경찰에게 사이토와 함께 체포당했다. 사이토는 체포 직후 청산가리를 음독해 당일 사망했다. 에키다는 체포될 때까지 사실혼 남편인 사이토의 명자 "和"의 독법을 몰랐다고 한다. 사이토가 죽자 경찰은 에키다에게서 자백을 이끌어내기 위해 사이토의 사십구재라고 싸리떡을 주어 회유하거나, 사이토의 친족을 자칭하는 여성을 투입해 위협하거나 따위의 수작을 부렸다.:203-216 이는 오히려 역효과를 일으켜 에키다는 옥중자조합에서 만나게 된 다이도지 아야코 등과 함께 "KF부대"를 결성하고(K는 사이토의 별명 "카즈", F는 아키히토 황태자의 오키나와 방문에 항의해서 분신자살한 후나모토 슈지를 의미했다):384 첫 공판에서 자신은 “혁명전사다, 직업은 동아시아반일무장전선의 병사. 본적지는 전세계인민공화국”이라고 자기소개를 하며 대들었다.
1977년, 다카 사건을 일으킨 일본적군의 요구에 따른 초법적 조치로 석방되었다. 이후 일본적군에 가입하고, 국제수배되었다. 1981년 아이를 출산했다.
1995년 일본계 페루인을 가장해 페루에서 루마니아로 입국해 잠행활동을 하다가 3월 20일 구속되었다. 사문서위조 등의 혐의로 국외퇴거당했고, 일본행 비행기 기내에서 체포되었다. 이에 대하여 이후의 재판에서 변호인 측은 당사자가 일본행을 거부했던 점, 이송 상황이 강제송환이라고 생각되는 점 등을 들어 위법성을 지적했다.
2002년 7월 5일, 검찰이 무기징역을 구형했으나 동경지방재판소는 징역 20년을 선고했다. "대지의 엄니" 그룹의 단독사건에 대한 재판소 판결은 이것이 최초 사례였다. 검찰측과 변호측 모두 양형이 부당하다며 항소했으나 2004년 5월 11일 동경고등재판소에서 쌍방의 항소를 모두 기각했다. 에키다가 8월 5일 상고를 취하함으로써 징역 20년형이 확정되었다.
이후 토치기형무소에서 복역하다가 2017년 3월 23일 만기출소했다. 석방 당시에는 동경구치소로 이감되어 있었다.